# Powiat Freudenstadt
Powiat Freudenstadt (niem. Landkreis Freudenstadt) – powiat w Niemczech, w  kraju związkowym Badenia-Wirtembergia, w rejencji Karlsruhe, w regionie Nordschwarzwald. Stolicą powiatu jest miasto Freudenstadt.

## Podział administracyjny
W skład powiatu Freudenstadt wchodzą:
- cztery gminy miejskie (Stadt)
- dwanaście gmin wiejskich (Gemeinde)
- trzy wspólnoty administracyjne (Vereinbarte Verwaltungsgemeinschaft)
- jeden związek gmin (Gemeindeverwaltungsverband)

Miasta:
| Lp. | Nazwa miasta   | Ludność (31.12.2010) | Powierzchnia km² |
| --- | -------------- | -------------------- | ---------------- |
| 1   | Alpirsbach     | 6583                 | 64,55            |
| 2   | Dornstetten    | 7984                 | 24,21            |
| 3   | Freudenstadt   | 23 551               | 87,58            |
| 4   | Horb am Neckar | 25 603               | 119,84           |

Gminy wiejskie:
| Lp. | Nazwa gminy              | Ludność (31.12.2010) | Powierzchnia km² |
| --- | ------------------------ | -------------------- | ---------------- |
| 1   | Bad Rippoldsau-Schapbach | 2234                 | 73,14            |
| 2   | Baiersbronn              | 15 498               | 189,70           |
| 3   | Empfingen                | 4137                 | 18,29            |
| 4   | Eutingen im Gäu          | 5441                 | 32,82            |
| 5   | Glatten                  | 2326                 | 15,52            |
| 6   | Grömbach                 | 680                  | 12,18            |
| 7   | Loßburg                  | 7613                 | 79,26            |
| 8   | Pfalzgrafenweiler        | 7251                 | 44,72            |
| 9   | Schopfloch               | 2612                 | 17,04            |
| 10  | Seewald                  | 2325                 | 58,50            |
| 11  | Waldachtal               | 5791                 | 29,87            |
| 12  | Wörnersberg              | 249                  | 3,48             |

Wspólnoty administracyjne:
| Lp. | Nazwa wspólnoty administracyjnej | Ludność (31.12.2010) | Powierzchnia km² | Liczba gmin |
| --- | -------------------------------- | -------------------- | ---------------- | ----------- |
| 1   | Freudenstadt                     | 28 110               | 219,22           | 3           |
| 2   | Horb am Neckar                   | 35 181               | 68,59            | 3           |
| 3   | Pfalzgrafenweiler                | 8180                 | 60,44            | 3           |

Związki gmin:
| Lp. | Nazwa związku gmin | Ludność (31.12.2010) | Powierzchnia km² | Liczba gmin |
| --- | ------------------ | -------------------- | ---------------- | ----------- |
| 1   | Dornstetten        | 18 713               | 86,64            | 4           |